# 레고 키마의 전설
레고 키마의 전설(Lego Legends of Chima)는 레고가 제조 및 발행하는 동물을 소재로 한 장난감 시리즈이다.

## 각색

### 애니메이션
2013년부터 2015년까지 애니메이션화되어 카툰 네트워크에서 방영되었다.

## 같이 보기
- 레고 닌자고
- 넥소 나이츠
- 바이오니클
- 레고 몽키 키드
- 레고 드림즈